# نيك تي فيلوفه
نيك تي فيلوفه (بالهولندية: Niek te Veluwe)‏ هو لاعب كرة قدم هولندي في مركز الدفاع، ولد في 21 ديسمبر 1993 في دوتينخيم في هولندا. لعب مع دي غرافشاب.